# Adam Przybysz
Adam Przybysz (ur. 25 czerwca 1950, zm. 16 grudnia 2020) – polski plastyk, rzeźbiarz, medalier i malarz.

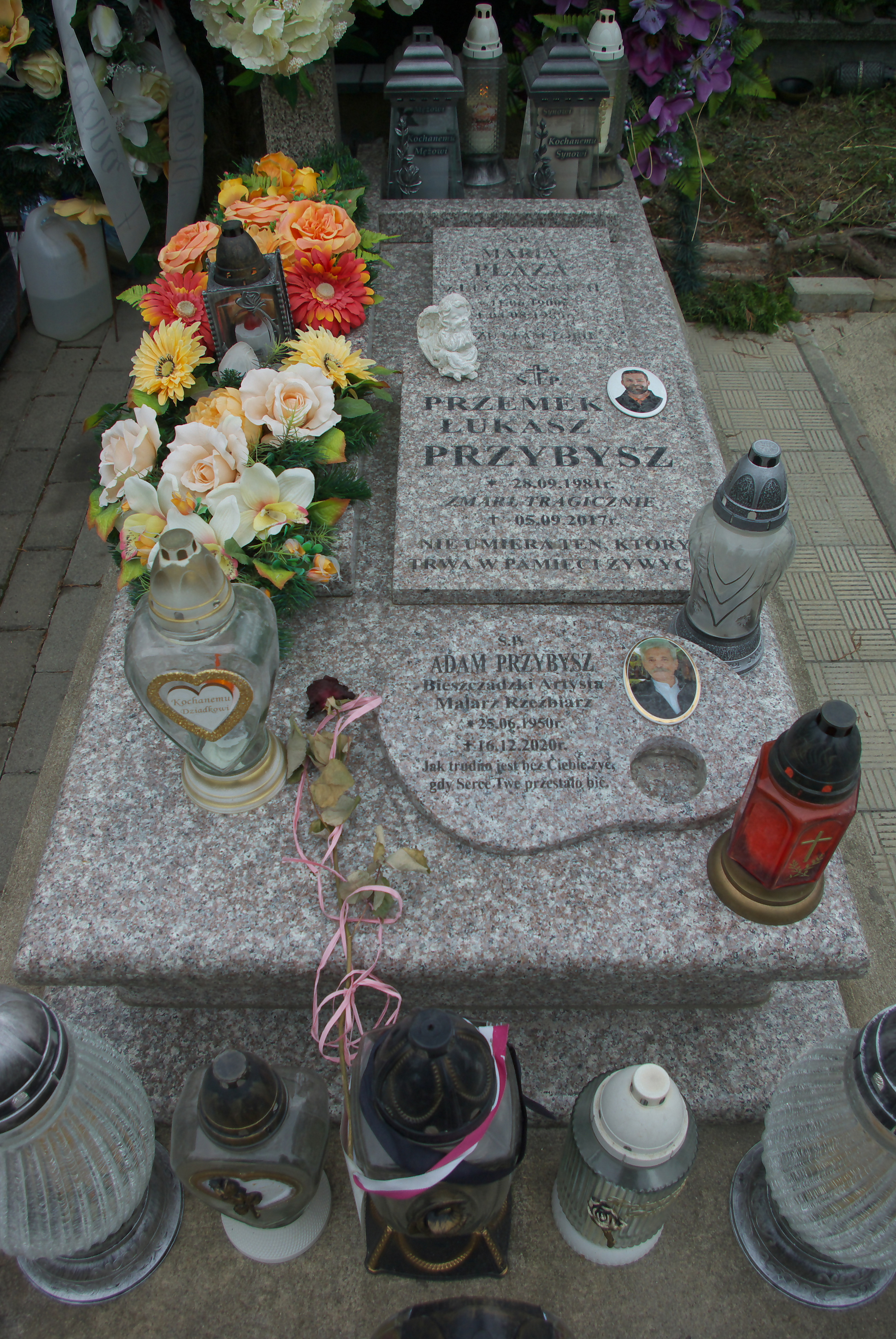
Nagrobek Adama Przybysza

## Życiorys
Był krewnym Adama Płazy, żołnierza NSZ Samodzielnego Batalionu Operacyjny „Zuch” Antoniego Żubryda. Ukończył Liceum Sztuk Plastycznych w Jarosławiu w 1969 (jego wychowawczynią była Anna Jenke). Jako statysta występował w polskich produkcjach filmowych (wraz z nim kaskader Krzysztof Fus). Po powrocie do rodzinnego Sanoka był kwatermistrzem w Komendzie Hufca ZHP. Jako plastyk pracował w Sanockiej Fabryce Autobusów „Autosan” od 1972, a także w Gminnej Spółdzielni „Samopomoc Chłopska” i w Sanockim Domu Kultury, działającym w budynku przy ul. Adama Mickiewicza 24 oraz w Zakładzie Przemysłu Gumowego „Stomil” od 1977.
Pod koniec XX wieku rozpoczął samodzielną działalność, w ramach której podjął się pracy rzeźbiarskiej, malarskiej (w tym ikon), rysowniczej i projektowaniem. Był autorem ilustracji do książek: „Lewiatan Królowej Bony” oraz „Legendy krośnieńskie” Jana Tulika, „Bajeczki babci Łucji ” Łucji Cichockiej i „Tajemnice Soliny” Henryka Nicponia. Współpracował z Zespołem Tańca Ludowego „Sanok”, prowadzonym przez Janusza Podkula oraz Zespołem Pieśni i Tańca oraz Kapelą Ludową „Bukowianie” z Bukowska prowadzoną przez Piotra Przybosia. Został członkiem Stowarzyszenia „Karpaty”.
W wyborach samorządowych w 2014 bez powodzenia kandydował do Rady Miasta Sanoka z listy Komitetu Wyborczego Wyborców Alicji Wosik „Rozwój”.
Był żonaty, miał dwoje dzieci, w tym syna Przemysława (1981-2017). Zmarł 16 grudnia 2020. Został pochowany na Cmentarzu Centralnym w Sanoku 21 grudnia 2020.

## Twórczość
- Pomnik 2. Czechosłowackiej Samodzielnej Brygady Spadochronowej w Nowosielcach.
- Ławeczka Józefa Szwejka w Sanoku odsłonięta 6 czerwca 2003 na ulicy 3 Maja w Sanoku.
- Ławeczki Józefa Szwejka i Zagłoby w Szczytnej.
- Figura tołhaja w Orelcu.
- Rzeźba Sokolnika zrywającego łańcuchy niewoli umieszczonego we wnęce fasady Gmachu Towarzystwa Gimnastycznego „Sokół” w Sanoku przy ulicy Mickiewicza 13, odsłonięta w 11 listopada 2003 roku[9].
- Pomnik Zdzisława Beksińskiego, odsłonięty 19 maja 2012 roku[10] znajdujący się na sanockim rynku przed kamienicą przy ul. Rynek 14.
- Rzeźba „Dziewczynka w deszczu” (także jako „Dziewczynka parasolem”), w listopadzie 2004[11] umieszczona w fontannie na Placu Miast Partnerskich w Sanoku[12].
- Pomnik Władysława Jagiełły w Mrzygłodzie z 2010.
- Tablica pamiątkowa honorująca trzech żołnierzy NSZ straconych w publicznych egzekucjach w Sanoku 24 maja i 4 czerwca 1946, chor. Henryka Książka oraz Władysława Kudlika i Władysława Skwarca; odsłonięta 4 czerwca 2014 na fasadzie kamienicy przy ulicy Rynek 20 przylegającej do kościoła Franciszkanów w Sanoku[13][14][15].
- Pomnik upamiętniający śmierć kilkudziesięciu osób w płomieniach wskutek wybuchu materiałów palnych na terenie sanockiej fabryki gumy 2 sierpnia 1944, odsłonięty 14 czerwca 2014 przy ulicy Dworcowej[16][17].

## Filmografia
- Andrzej Potocki: Niezwykli - „Ze Szwejkiem w tle” , TVP3, sierpień 2008.